# Zoanthus nymphaeus
Zoanthus nymphaeus är en korallart som beskrevs av author unknown. Zoanthus nymphaeus ingår i släktet Zoanthus och familjen Zoanthidae. Inga underarter finns listade i Catalogue of Life.